# Gheorghe Lăutaru
Gheorghe Lăutaru (n. 30 august 1960, București, Republica Populară Română – d. 18 ianuarie 2010, București, România) a fost un ciclist român, multiplu campion național în competițiile de ciclism rutier și de velodrom.

## Performanțe
În 1978, Gheorghe Lăutaru, pe atunci junior legitimat la Clubul Dinamo București a obținut patru titluri de campion național. În anul următor, 1979, a cucerit primul său titlu de campion național de seniori (în probele de velodrom), iar în 1980 a câștigat alte doua titluri pe șosea și două pe velodrom pentru Clubul Dinamo.
În 1983 a ocupat locul I (cu echipa) în Turul ciclist al Turciei. În același an a obținut medalia de argint la Jocurile Mondiale Universitare de la Edmonton (Canada), în proba de velodrom „Cursa pe puncte” (cursa cu adițiune de puncte).
Gheorghe Lăutaru a mai participat de trei ori la Turul Turciei și tot de trei ori la Turul Niedersachsen (Germania), precum și la Turul Rheinland, Turul Regiunilor (Italia) și Cupa „Hessen”. În cele patru participări ale sale la Turul României a câștigat patru etape. De asemenea, a cucerit titlul de campion balcanic în probele de velodrom de la Konya (Turcia).
În 1990 a primit titlul de Maestru emerit al sportului, iar în 1997 pe cel de Maestru internațional al sportului.

## Decesul
Gigi Lăutaru a murit în 2010, la vârsta de 49 de ani, din cauza unor complicații nedescoperite la varice, care au culminat cu un atac de cord.